# Uruguay op de Olympische Zomerspelen 1960
Uruguay nam deel aan de Olympische Zomerspelen 1960 in Rome, Italië. Voor het eerst sinds 1936 werd geen medaille gewonnen.

## Resultaten en deelnemers per onderdeel

### Atletiek
- Fermín Donazar

### Basketbal
- Voorronde (Groep D)
  - Verloor van Spanje (72-77)
  - Versloeg Polen (76-72)
  - Versloeg Filipijnen (80-76)
- Halve finale ronde (Groep B)
  - Verloor van Sovjet-Unie (53-89)
  - Verloor van Verenigde Staten (50-108)
  - Verloor van Joegoslavië (83-94)
- Klassificatieronde
  - Verloor van Tsjechoslowakije (72-98)
  - Verloor van Polen (62-64) → 8e plaats
- Spelers
  - Carlos Blixen
  - Danilo Coito
  - Héctor Costa
  - Nelson Chelle
  - Manuel Gadea
  - Adolfo Lubnicki
  - Sergio Matto
  - Raúl Mera
  - Washington Poyet
  - Waldemar Rial
  - Milton Scaron
  - Edison Ciavattone

### Boksen
- Gualberto Gutiérrez
- Roberto Martínez
- Pedro Votta

### Paardensport
- Carlos Colombino
- Germán Mailhos
- Rafael Paullier

### Roeien
- Luis Aguiar
- Pablo Carvalho
- Mariano Caulín
- Gustavo Pérez
- Raúl Torrieri

### Schermen
- Teodoro Goliardi
- Juan Paladino

### Wielersport
- Ruben Etchebarne
- Rodolfo Rodino
- Luis Pedro Serra
- Juan José Timón
- Alberto Camilo Velásquez

### Zeilen
- Gonzalo García
- Horacio García
- Víctor Trinchin

Afghanistan · Argentinië · Australië · Bahama's · België · Bermuda · Birma · Brazilië · Brits-Guiana · Bulgarije · Canada · Ceylon · Chili · Colombia · Cuba · Denemarken · Duits eenheidsteam · Ethiopië · Fiji · Filipijnen · Finland · Frankrijk · Ghana · Griekenland · Groot-Brittannië · Haïti · Hongarije · Hongkong · Ierland · IJsland · India · Indonesië · Irak · Iran · Israël · Italië · Japan · Joegoslavië · Kenia · Libanon · Liberia · Liechtenstein · Luxemburg · Malakka · Malta · Marokko · Mexico · Monaco · Nederland · Nederlandse Antillen · Nieuw-Zeeland · Nigeria · Noorwegen · Oeganda · Oostenrijk · Pakistan · Panama · Peru · Polen · Portugal · Puerto Rico · Roemenië · San Marino · Singapore · Soedan · Sovjet-Unie · Spanje · Suriname · Taiwan · Thailand · Tsjecho-Slowakije · Tunesië · Turkije · Uruguay · Venezuela · Verenigde Arabische Republiek · Verenigde Staten · Vietnam · West-Indische Federatie · Zuid-Afrika · Zuid-Korea · Zuid-Rhodesië · Zweden · Zwitserland